# Hackney Hawks
Hackney Hawks – angielski klub żużlowy z siedzibą w Londynie, w dzielnicy Hackney. Dwukrotny wicemistrz Anglii (1968 i 1980). Klub powstał w 1963 roku i funkcjonował do roku 1983. Następnie w 1984 roku został przemianowany na Hackney Kestrels. 
W klubie występowało trzech polskich żużlowców: Zenon Plech (1975–1976, 1979–1981), Roman Jankowski (1980–1981) i Andrzej Huszcza (1981).

## Wyróżniający się zawodnicy

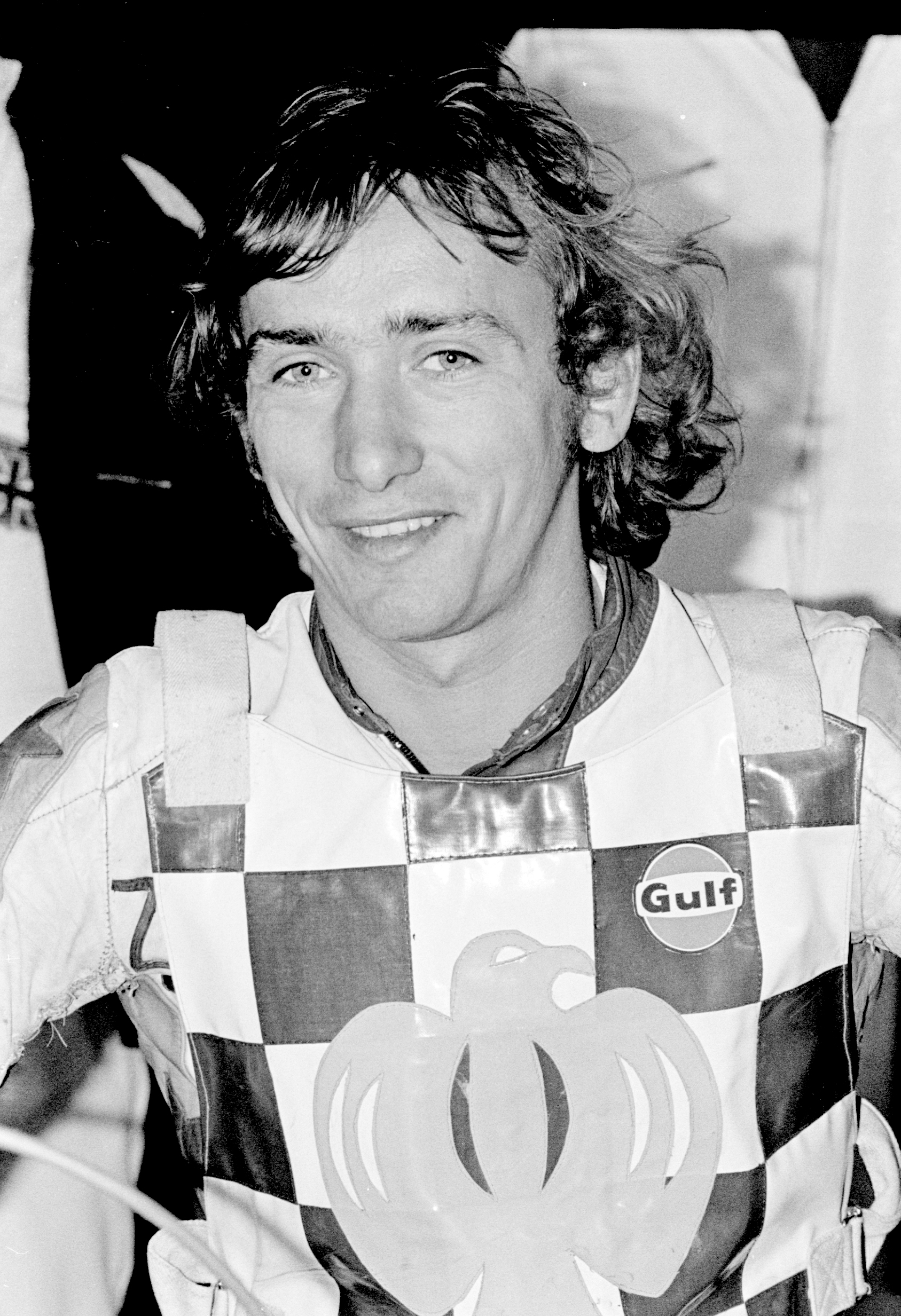
Zenon Plech reprezentujący Hackney Hawks

- Bengt Jansson
- Len Silver
- Colin Pratt
- Barry Thomas
- Zenon Plech
- Andy Galvin
- Bent Rasmussen
- Morian Hansen
- Allan Johansson
- Tim Korneliussen
- Roman Jankowski
- Andrzej Huszcza
- Roy Trigg
- Bo Petersen
- Finn Thomsen
- Garry Middleton
- Antonín Kasper
- Vic Harding
- Doug Wells
- Paul Whittaker
- Dave Morton
- Brian Davies
- Norman Hunter
- Cordy Milne
- Ernie Baker
- Jack Biggs
- Steve Schofield
- Malcolm Simmons
- Trevor Banks
- Eddie Reeves
- Michael Warner
- David Kennett
- Bob Andrews
- Graeme Smith
- Mike McKee
- Bob Garrad